# I Congreso Internacional de Escritores para la Defensa de la Cultura
El I Congreso Internacional de Escritores para la Defensa de la Cultura se celebró en el Palais de la Mutualité de París entre el 21 y el 25 de junio de 1935. Supuso la plataforma pública para la creación de la AIDC (Asociación Internacional de Escritores para la Defensa de la Cultura), con un Comité Internacional compuesto por doce escritores antifascistas, entre los cuales se encontraba el ya anciano Ramón María del Valle-Inclán –que no pudo asistir–, y otros intelectuales como Thomas Mann, Máximo Gorki, Bernard Shaw, Aldous Huxley o Sinclair Lewis. Participaron doscientos treinta delegados pertenecientes a treinta y ocho países.

## Gestación
Dicha AIDC sustituyó a la AEAR (Asociación de Escritores y Artistas Revolucionarios), creada en París en marzo de 1933, con la revista Commune como plataforma y órgano de expresión, y cuyo primer número apareció en julio de aquel mismo año. La nueva presentación, ya en el marco parisino de junio de 1935, como colectivo internacional “en defensa de la cultura” (y no como “revolucionarios”) fue interpretada entonces y aún después desde muy diversos puntos de vista.

## Organización
En la delegación francesa, organizadora del congreso, destacaban los nombres de André Malraux, André Gide, Jean-Richard Bloch, Barbusse, Luis Aragón, Paul Nizan, Julien Benda y Jean Cassou, aunque parece que fueron el abogado y empresario René Lalou y Louis Guilloux sus artífices prácticos. El objetivo prioritario teórico era servir de foro a un debate que Eugéne Dabit enmarcó dentro de «los fundamentos vitales del ser humano». Para ello, se crearon ocho secciones para el diálogo: «La herencia cultural, Humanismo, Nación y cultura, Individuo, Dignidad del pensamiento, Función social del escritor, La creación literaria y La acción de los escritores para la defensa de la cultura». A pesar de la propuesta de una pluralidad política e ideológica, resultaría determinante la mayoría de simpatizantes de los diversos partidos comunistas del mundo. En lo estético, el intento de convivencia entre surrealistas y dadaístas se vería ensombrecido por el suicidio de René Crevel en la víspera de la inauguración.
A pesar de todo, el congreso parisino de 1935 contó con la participación oficial de «doscientos treinta delegados pertenecientes a treinta y ocho países que presentaron más de cien ponencias sobre los temas planteados a la discusión colectiva».

## Participantes y ponencias
Entre los ponentes galos, pudieron destacar André Gide con su ensayo titulado “Defensa de la cultura”, y André Malraux, que habló sobre “La obra de arte”. En la delegación española figuraban Andrés Carranque de Ríos, Arturo Serrano Plaja y Julio Álvarez del Vayo, protagonista de la única intervención con su discurso “Defensa de la cultura”, en el que denunciaba la «brutal represión gubernamental» contra los protagonistas de la revolución asturiana de octubre de 1934. Como únicos delegados hispanoamericanos estuvieron presentes Raúl González Tuñón y Pablo Neruda.
También destacaron ponentes de las delegaciones alemana (), italiana () y soviética () y entre los ingleses puede citarse a Herbert Read. Muchos de los participantes lo harían de nuevo dos años después en el II Congreso de la AIDC.